# كونسيبسيون بيتشيتو
كونسيبسيون بيتشيتو بالإسبانية: Concepcion Picciotto)‏ (15 يناير 1936 – 25 يناير 2016)، ناشطة مدنية. كانت تُلقّب بـ«كوني». اشتهرت بكونها صاحبة أطول احتجاج سياسي في تاريخ الولايات المتحدة الأمريكية، حيث نصبت خيمتها أمام البيت الأبيض لأكثر من 35 سنة، مندّدة بالتجارب النووية والحروب والعنف ضد الأطفال. كذلك كانت متضامنة مع الشعب الفلسطيني والقضية الفلسطينية.

## ولادتها وحياتها وعملها
ولدت «كوني» في إسبانيا ثم هاجرت إلى نيويورك بقصد العمل وهي في الثامنة عشرة من عمرها، حيث عُيّنت موظفة بالمكتب التجاري التابع للسفارة الإسبانية في الولايات المتحدة، فالتقت رجل أعمال إيطاليًا ثم تزوجت به وهي في الحادية والعشرين، لكن هذه العلاقة انتهت على نحو سيئ، ما أدى إلى أن تفقد على أثرها كونسيبسيون كل شيء، منزلها، حضانة ابنتها وحتى عملها. وقررت كوني عام 1981 الالتحاق بالناشط المدني ويليام توماس الذي كان يعتصم على رصيف لافاييت سكوار في مواجهة نوافذ البيت الأبيض، التي منها أطل عليها كل من: رونالد ريغن، جورج بوش، بيل كلينتون ثم جورج دبليو بوش وباراك أوباما، لكن لا أحد من هؤلاء الرؤساء جاء لتحيتها كما سبق أن صرحت. وفي تصريح لوكالة الأنباء الفرنسية قبل 15 سنة من وفاتها، قالت كوني:«يجب أن يعلم العالم كله أنني لن أترك هذا المكان أبدا»، وأضافت: «أنا هنا مثل جان دارك، الأمر صعب لكن يجب المضي قدمًا».

## الوفاة
توفيت «كوني» عن عمر ناهز الثمانين سنة، وذلك في 25 يناير 2016، داخل مركز لمساعدة النساء المشرّدات، ووضعت لافتة كتب عليها (كونسيبسيون ارقدي بسلام/حُب) أمام خيمتها التي كان زوار البيت الأبيض – خاصة السياح منهم، على المرور منها.

### ردود الأفعال العالمية على وفاتها
- قال سعيد أبو علي الأمين العام المساعد رئيس قطاع فلسطين والأراضي العربية المحتلة لدى جامعة الدول العربية في بيان له:[3][4][5]

| كونسيبسيون بيتشيتو | إن "كوني" قضت عقود الاعتصام الثلاثة، وهي تتحدث عن حق الشعب الفلسطيني في دولته، وذلك في سياق نضالها ضد العنصرية ومن أجل المساواة والسلام، موضحا أنها كانت تدافع بأسلوبها عن حق الإنسان في عالم خالٍ من الصراعات وأسلحة الدمار الشامل. وأضاف أن وفاتها تمثل خسارةً وفقداناً لمناضلة مدافعة عن القضية الفلسطينية وعن حقوق الإنسان على وجه الأرض، مؤكدا أن "كوني" كرست حياتها من أجل القيم والمبادئ التي تؤمن بها وقدمت نموذجاً متميزاً في النضال الدؤوب من أجل قضايا العدل والحرية والسلام، مشددا على انها ستبقى جديرة بالتقدير والاحترام. | كونسيبسيون بيتشيتو |

- قال لؤي المدهون سكرتير لجنة العمل النقابي والمهني في قطاع غزة، في بيان له:[6]

| كونسيبسيون بيتشيتو | أنعي للشعب الفلسطيني ولجميع أحرار العالم، رحيل المتضامنة "كونسويلا" (...) التي لم تبرح خيمة صغيرة كانت قد أقامتها أمام البيت الأبيض. خيمة بلاستيكية صغيرة خالية من مقومات الحياة، إلا أنها مليئة بما يدعم نقدها لعنف إسرائيل، من صور لمجازر ارتكبتها حكومة الاحتلال بحق فلسطين الأرض والإنسان، وأخرى للناشطة الأميركية راشيل كوري التي سحقتها دبابة إسرائيلية جنوب قطاع غزة عام 2003، عندما حاولت منع هدم منازل الفلسطينيين، بالإضافة إلى حجر تقول إنه من فلسطين طلته بألوان العلم الفلسطيني. إن الشعب الفلسطيني بوفاة المتضامنة الكبيرة قد خسر مناضلة مناهضة للسياسات الإسرائيلية وداعمة للقضية الفلسطينية، داعية لعالم يخلو من الأسلحة النووية والكيميائية، والعنف ضد الاطفال. | كونسيبسيون بيتشيتو |